# Fußball-Europameisterschaft der Frauen 2022/Gruppe D
| Pl. | Land       | Sp. | S | U | N | Tore    | Diff. | Punkte |
| --- | ---------- | --- | - | - | - | ------- | ----- | ------ |
| 1.  | Frankreich | 3   | 2 | 1 | 0 | 008:300 | +5    | 07     |
| 2.  | Belgien    | 3   | 1 | 1 | 1 | 003:300 | ±0    | 04     |
| 3.  | Island     | 3   | 0 | 3 | 0 | 003:300 | ±0    | 03     |
| 4.  | Italien    | 3   | 0 | 1 | 2 | 002:700 | −5    | 01     |

Dieser Artikel umfasst die Spiele der Vorrundengruppe D der Fußball-Europameisterschaft der Frauen 2022 in England mit allen statistischen Details.

## Belgien – Island 1:1 (0:0)
| Belgien                                                                     | Belgien | Island | Island | Aufstellung                      |
| --------------------------------------------------------------------------- | --- | --- | ------ | -------------------------------- |
| Belgien                                                                     | \| 10. Juli 2022 um 17:00 Uhr (18:00 Uhr MESZ) in Manchester (Academy Stadium) \| \| Zuschauer: 3.859 \| \| Schiedsrichterin: Tess Olofsson ( Schweden) \| \| Spielbericht \|                                                                                 | \| 10. Juli 2022 um 17:00 Uhr (18:00 Uhr MESZ) in Manchester (Academy Stadium) \| \| Zuschauer: 3.859 \| \| Schiedsrichterin: Tess Olofsson ( Schweden) \| \| Spielbericht \| | Island | Aufstellung Belgien gegen Island |
| Belgien                                                                     | Nicky Evrard – Jody Vangheluwe, Sari Kees, Laura De Neve, Davina Philtjens – Justine Vanhaevermaet – Janice Cayman, Julie Biesmans – Tine De Caigny – Elena Dhont (78. Hannah Eurlings), Tessa Wullaert (90.+3 Ella Van Kerkhoven) Cheftrainer: Ives Serneels | Sandra Sigurðardóttir – Sif Atladóttir, Glódís Perla Viggósdóttir, Guðrún Arnardóttir, Hallbera Guðný Gísladóttir – Gunnhildur Yrsa Jónsdóttir, Dagný Brynjarsdóttir, Sara Björk Gunnarsdóttir (86. Agla María Albertsdóttir) – Karólína Lea Vilhjálmsdóttir (90.+1 Alexandra Jóhannsdóttir), Berglind Björg Þorvaldsdóttir (72. Svava Rós Guðmundsdóttir), Sveindís Jane Jónsdóttir Cheftrainer: Þorsteinn H. Halldórsson | Island | Aufstellung Belgien gegen Island |
| Belgien                                                                     | 1:1 Vanhaevermaet (67., Foulelfmeter) | 0:1 Þorvaldsdóttir (50.) | Island | Aufstellung Belgien gegen Island |
| Belgien                                                                     | Philtjens (32.), Vanhaevermaet (86.) | | Island | Aufstellung Belgien gegen Island |
| Belgien                                                                     | Evrard hält Handelfmeter von Þorvaldsdóttir (33.) | | Island | Aufstellung Belgien gegen Island |
| Belgien                                                                     | Spieler des Spiels: Sveindís Jane Jónsdóttir (Island) | | Island | Aufstellung Belgien gegen Island |
| 10. Juli 2022 um 17:00 Uhr (18:00 Uhr MESZ) in Manchester (Academy Stadium) | | |        |                                  |
| Zuschauer: 3.859                                                            | | |        |                                  |
| Schiedsrichterin: Tess Olofsson ( Schweden)                                 | | |        |                                  |
| Spielbericht                                                                | | |        |                                  |

- Schiedsrichtergespann:  Almira Spahić und  Franca Overtoom (Schiedsrichterassistentinnen),  Ivana Projkovska (Vierte Offizielle),  Pol van Boekel (Videoassistent),  Dennis Higler (Erster Assistent des Videoassistenten)

## Frankreich – Italien 5:1 (5:0)
| Frankreich                                                                  | Frankreich | Italien | Italien | Aufstellung                          |
| --------------------------------------------------------------------------- | --- | --- | ------- | ------------------------------------ |
| Frankreich                                                                  | \| 10. Juli 2022 um 20:00 Uhr (21:00 Uhr MESZ) in Rotherham (New York Stadium) \| \| Zuschauer: 8.541 \| \| Schiedsrichterin: Rebecca Welch ( England) \| \| Spielbericht \| | \| 10. Juli 2022 um 20:00 Uhr (21:00 Uhr MESZ) in Rotherham (New York Stadium) \| \| Zuschauer: 8.541 \| \| Schiedsrichterin: Rebecca Welch ( England) \| \| Spielbericht \| | Italien | Aufstellung Frankreich gegen Italien |
| Frankreich                                                                  | Pauline Peyraud-Magnin – Ève Périsset, Aïssatou Tounkara, Wendie Renard , Sakina Karchaoui (87. Sandy Baltimore) – Onema Grace Geyoro (67. Kenza Dali), Charlotte Bilbault, Sandie Toletti – Kadidiatou Diani (78. Selma Bacha), Marie-Antoinette Katoto (77. Ouleymata Sarr), Delphine Cascarino (67. Melvine Malard) Cheftrainerin: Corinne Diacre | Laura Giuliani – Elisa Bartoli, Sara Gama , Elena Linari, Lisa Boattin – Aurora Galli (46. Martina Rosucci), Manuela Giugliano (46. Flaminia Simonetti), Arianna Caruso (74. Martina Piemonte) – Valentina Bergamaschi, Cristiana Girelli (58. Valentina Giacinti), Barbara Bonansea (81. Lucia Di Guglielmo) Cheftrainerin: Milena Bertolini | Italien | Aufstellung Frankreich gegen Italien |
| Frankreich                                                                  | 1:0 Geyoro (9.) 2:0 Katoto (12.) 3:0 Cascarino (38.) 4:0 Geyoro (40.) 5:0 Geyoro (45.) | 5:1 Piemonte (76.) | Italien | Aufstellung Frankreich gegen Italien |
| Frankreich                                                                  | Boattin (16.), Simonetti (52.), Gama (66.) | | Italien | Aufstellung Frankreich gegen Italien |
| Frankreich                                                                  | Rote Karte gegen Gama wegen Tritt in den Unterleib nach Videobeweis in Gelbe Karte umgewandelt (66.) | | Italien | Aufstellung Frankreich gegen Italien |
| Frankreich                                                                  | Spieler des Spiels: Onema Grace Geyoro (Frankreich) | | Italien | Aufstellung Frankreich gegen Italien |
| 10. Juli 2022 um 20:00 Uhr (21:00 Uhr MESZ) in Rotherham (New York Stadium) | | |         |                                      |
| Zuschauer: 8.541                                                            | | |         |                                      |
| Schiedsrichterin: Rebecca Welch ( England)                                  | | |         |                                      |
| Spielbericht                                                                | | |         |                                      |

- Schiedsrichtergespann:  Sian Massey und  Lisa Rashid (Schiedsrichterassistentinnen),  Lorraine Watson (Vierte Offizielle),  Chris Kavanagh (Videoassistent),  Tiago Martins (Erster Assistent des Videoassistenten)

## Italien – Island 1:1 (0:1)
| Italien                                                                     | Italien | Island | Island | Aufstellung                      |
| --------------------------------------------------------------------------- | --- | --- | ------ | -------------------------------- |
| Italien                                                                     | \| 14. Juli 2022 um 17:00 Uhr (18:00 Uhr MESZ) in Manchester (Academy Stadium) \| \| Zuschauer: 4.029 \| \| Schiedsrichterin: Lina Lehtovaara ( Finnland) \| \| Spielbericht \| | \| 14. Juli 2022 um 17:00 Uhr (18:00 Uhr MESZ) in Manchester (Academy Stadium) \| \| Zuschauer: 4.029 \| \| Schiedsrichterin: Lina Lehtovaara ( Finnland) \| \| Spielbericht \| | Island | Aufstellung Italien gegen Island |
| Italien                                                                     | Laura Giuliani – Lucia di Guglielmo, Sara Gama (58. Elisa Bartoli), Elena Linari, Lisa Boattin – Valentina Bergamaschi, Flaminia Simonetti, Martina Rosucci, Arianna Caruso (46. Barbara Bonansea) – Martina Piemonte (52. Cristiana Girelli), Valentina Giacinti (85. Daniela Sabatino) Cheftrainerin: Milena Bertolini | Sandra Sigurðardóttir – Elísa Viðarsdóttir, Glódís Perla Viggósdóttir, Guðrún Arnardóttir, Hallbera Guðný Gísladóttir (88. Áslaug Munda Gunnlaugsdóttir) – Gunnhildur Yrsa Jónsdóttir (57. Alexandra Jóhannsdóttir), Dagný Brynjarsdóttir, Sara Björk Gunnarsdóttir (77. Svava Rós Guðmundsdóttir) – Sveindís Jane Jónsdóttir, Berglind Björg Þorvaldsdóttir (58. Agla María Albertsdóttir), Karólína Lea Vilhjálmsdóttir (88. Selma Sól Magnúsdóttir) Cheftrainer: Þorsteinn H. Halldórsson | Island | Aufstellung Italien gegen Island |
| Italien                                                                     | 1:1 Bergamaschi (62.) | 0:1 Vilhjálmsdóttir (3.) | Island | Aufstellung Italien gegen Island |
| Italien                                                                     | Bergamaschi (60.) | | Island | Aufstellung Italien gegen Island |
| Italien                                                                     | Spieler des Spiels: Barbara Bonansea (Italien) | | Island | Aufstellung Italien gegen Island |
| 14. Juli 2022 um 17:00 Uhr (18:00 Uhr MESZ) in Manchester (Academy Stadium) | | |        |                                  |
| Zuschauer: 4.029                                                            | | |        |                                  |
| Schiedsrichterin: Lina Lehtovaara ( Finnland)                               | | |        |                                  |
| Spielbericht                                                                | | |        |                                  |

- Schiedsrichtergespann:  Karolin Kaivoja und  Chrysoula Kourompylia (Schiedsrichterassistentinnen),  Iuliana Demetrescu (Vierte Offizielle),  Tiago Martins (Videoassistent),  Luís Godinho (Erster Assistent des Videoassistenten)

## Frankreich – Belgien 2:1 (2:1)
| Frankreich                                                                  | Frankreich | Belgien | Belgien | Aufstellung                          |
| --------------------------------------------------------------------------- | --- | --- | ------- | ------------------------------------ |
| Frankreich                                                                  | \| 14. Juli 2022 um 20:00 Uhr (21:00 Uhr MESZ) in Rotherham (New York Stadium) \| \| Zuschauer: 8.173 \| \| Schiedsrichterin: Cheryl Foster ( Wales) \| | \| 14. Juli 2022 um 20:00 Uhr (21:00 Uhr MESZ) in Rotherham (New York Stadium) \| \| Zuschauer: 8.173 \| \| Schiedsrichterin: Cheryl Foster ( Wales) \| | Belgien | Aufstellung Frankreich gegen Belgien |
| Frankreich                                                                  | Pauline Peyraud-Magnin – Ève Périsset, Griedge Mbock Bathy, Wendie Renard , Sakina Karchaoui – Onema Grace Geyoro (90.+1 Ella Palis), Charlotte Bilbault, Clara Matéo (66. Sandie Toletti) – Kadidiatou Diani (65. Selma Bacha), Marie-Antoinette Katoto (17. Ouleymata Sarr), Delphine Cascarino (90.+1 Melvine Malard) Cheftrainerin: Corinne Diacre | Nicky Evrard – Jody Vangheluwe (46. Marie Minnaert), Sari Kees, Laura De Neve (70. Amber Tysiak), Davina Philtjens (58. Laura Deloose) – Justine Vanhaevermaet (58. Féli Delacauw), Tine De Caigny, Julie Biesmans – Elena Dhont (78. Hannah Eurlings), Tessa Wullaert , Janice Cayman Cheftrainer: Ives Serneels | Belgien | Aufstellung Frankreich gegen Belgien |
| Frankreich                                                                  | 1:0 Diani (6.) 2:1 Mbock Bathy (41.) | 1:1 Cayman (36.) | Belgien | Aufstellung Frankreich gegen Belgien |
| Frankreich                                                                  | Tysiak (82.), Delacauw (90.+5) | | Belgien | Aufstellung Frankreich gegen Belgien |
| Frankreich                                                                  | Tysiak (89.) | | Belgien | Aufstellung Frankreich gegen Belgien |
| Frankreich                                                                  | Evrard pariert Handelfmeter von Renard, deren Nachschuss am Tor vorbeigeht. (90.) | | Belgien | Aufstellung Frankreich gegen Belgien |
| Frankreich                                                                  | Spieler des Spiels: Delphine Cascarino (Frankreich) | | Belgien | Aufstellung Frankreich gegen Belgien |
| 14. Juli 2022 um 20:00 Uhr (21:00 Uhr MESZ) in Rotherham (New York Stadium) | | |         |                                      |
| Zuschauer: 8.173                                                            | | |         |                                      |
| Schiedsrichterin: Cheryl Foster ( Wales)                                    | | |         |                                      |

- Schiedsrichtergespann:  Michelle O’Neill und  Polyxeni Irodotou (Schiedsrichterassistentinnen),  Lorraine Watson (Vierte Offizielle),  Tomasz Kwiatkowski (Videoassistent),  Bartosz Frankowski (Erster Assistent des Videoassistenten)

## Island – Frankreich 1:1 (0:1)
| Island                                                                      | Island | Frankreich | Frankreich | Aufstellung                         |
| --------------------------------------------------------------------------- | --- | --- | ---------- | ----------------------------------- |
| Island                                                                      | \| 18. Juli 2022 um 20:00 Uhr (21:00 Uhr MESZ) in Rotherham (New York Stadium) \| \| Zuschauer: 7.392 \| \| Schiedsrichterin: Jana Adámková ( Tschechien) \| \| Spielbericht \| | \| 18. Juli 2022 um 20:00 Uhr (21:00 Uhr MESZ) in Rotherham (New York Stadium) \| \| Zuschauer: 7.392 \| \| Schiedsrichterin: Jana Adámková ( Tschechien) \| \| Spielbericht \| | Frankreich | Aufstellung Island gegen Frankreich |
| Island                                                                      | Sandra Sigurðardóttir – Guðný Árnadóttir (88. Elín Metta Jensen), Glódís Perla Viggósdóttir, Ingibjörg Sigurðardóttir, Hallbera Guðný Gísladóttir (60. Áslaug Munda Gunnlaugsdóttir) – Sara Björk Gunnarsdóttir (60. Gunnhildur Yrsa Jónsdóttir), Karólína Lea Vilhjálmsdóttir, Dagný Brynjarsdóttir – Sveindís Jane Jónsdóttir (60. Svava Rós Guðmundsdóttir), Berglind Björg Þorvaldsdóttir, Agla María Albertsdóttir (81. Amanda Andradóttir) Cheftrainer: Þorsteinn H. Halldórsson | Pauline Peyraud-Magnin – Marion Torrent, Aïssatou Tounkara, Wendie Renard , Selma Bacha (63. Sakina Karchaoui) – Sandie Toletti (63. Grace Geyoro), Charlotte Bilbault (46. Ella Palis), Clara Matéo – Kadidiatou Diani (46. Delphine Cascarino), Melvine Malard (79. Ouleymata Sarr), Sandy Baltimore Cheftrainerin: Corinne Diacre | Frankreich | Aufstellung Island gegen Frankreich |
| Island                                                                      | 1:1 Brynjarsdóttir (90.+12, Foulelfmeter) | 0:1 Malard (1.) | Frankreich | Aufstellung Island gegen Frankreich |
| Island                                                                      | Þorvaldsdóttir (38.), Vilhjálmsdóttir (64.) | Karchaoui (90.+3) | Frankreich | Aufstellung Island gegen Frankreich |
| Island                                                                      | Spieler des Spiels: Melvine Malard (Frankreich) | | Frankreich | Aufstellung Island gegen Frankreich |
| 18. Juli 2022 um 20:00 Uhr (21:00 Uhr MESZ) in Rotherham (New York Stadium) | | |            |                                     |
| Zuschauer: 7.392                                                            | | |            |                                     |
| Schiedsrichterin: Jana Adámková ( Tschechien)                               | | |            |                                     |
| Spielbericht                                                                | | |            |                                     |

- Schiedsrichtergespann:  Lucie Ratajová und  Mária Súkeníková (Schiedsrichterassistentinnen),  Lorraine Watson (Vierte Offizielle),  Tiago Martins (Videoassistent),  Chris Kavanagh (Erster Assistent des Videoassistenten)

## Italien – Belgien 0:1 (0:0)
| Italien                                                                     | Italien | Belgien | Belgien | Aufstellung                       |
| --------------------------------------------------------------------------- | --- | --- | ------- | --------------------------------- |
| Italien                                                                     | \| 18. Juli 2022 um 20:00 Uhr (21:00 Uhr MESZ) in Manchester (Academy Stadium) \| \| Zuschauer: 3.919 \| \| Schiedsrichterin: Ivana Martinčić ( Kroatien) \| \| Spielbericht \| | \| 18. Juli 2022 um 20:00 Uhr (21:00 Uhr MESZ) in Manchester (Academy Stadium) \| \| Zuschauer: 3.919 \| \| Schiedsrichterin: Ivana Martinčić ( Kroatien) \| \| Spielbericht \| | Belgien | Aufstellung Italien gegen Belgien |
| Italien                                                                     | Laura Giuliani – Lucia Di Guglielmo (46. Agnese Bonfantini), Elisa Bartoli, Elena Linari, Lisa Boattin – Valentina Bergamaschi (80. Valentina Cernoia), Flaminia Simonetti (68. Valentina Giacinti), Martina Rosucci (58. Arianna Caruso), Manuela Giugliano – Barbara Bonansea – Cristiana Girelli (80. Daniela Sabatino) Cheftrainerin: Milena Bertolini | Nicky Evrard – Jody Vangheluwe (66. Laura Deloose), Sari Kees, Julie Biesmans, Davina Philtjens – Janice Cayman (90.+2 Kassandra Missipo), Justine Vanhaevermaet, Tine De Caigny – Elena Dhont (59. Marie Minnaert), Hannah Eurlings (66. Féli Delacauw), Tessa Wullaert Cheftrainer: Ives Serneels | Belgien | Aufstellung Italien gegen Belgien |
| Italien                                                                     | 0:1 De Caigny (49.) | | Belgien | Aufstellung Italien gegen Belgien |
| Italien                                                                     | Boattin (65.) | | Belgien | Aufstellung Italien gegen Belgien |
| Italien                                                                     | Spieler des Spiels: Sari Kees (Belgien) | | Belgien | Aufstellung Italien gegen Belgien |
| 18. Juli 2022 um 20:00 Uhr (21:00 Uhr MESZ) in Manchester (Academy Stadium) | | |         |                                   |
| Zuschauer: 3.919                                                            | | |         |                                   |
| Schiedsrichterin: Ivana Martinčić ( Kroatien)                               | | |         |                                   |
| Spielbericht                                                                | | |         |                                   |

- Schiedsrichtergespann:  Sanja Rođak-Karšić und  Staša Špur (Schiedsrichterassistentinnen),  Ivana Projkovska (Vierte Offizielle),  Pol van Boekel (Videoassistent),  Dennis Higler (Erster Assistent des Videoassistenten)